# Macugnaga
Macugnaga (walserul Z'Makana) egy hegyi falu, ami 1,327 méter magasan található Verbano-Cusio-Ossola megyében, Észak-Olaszországban.

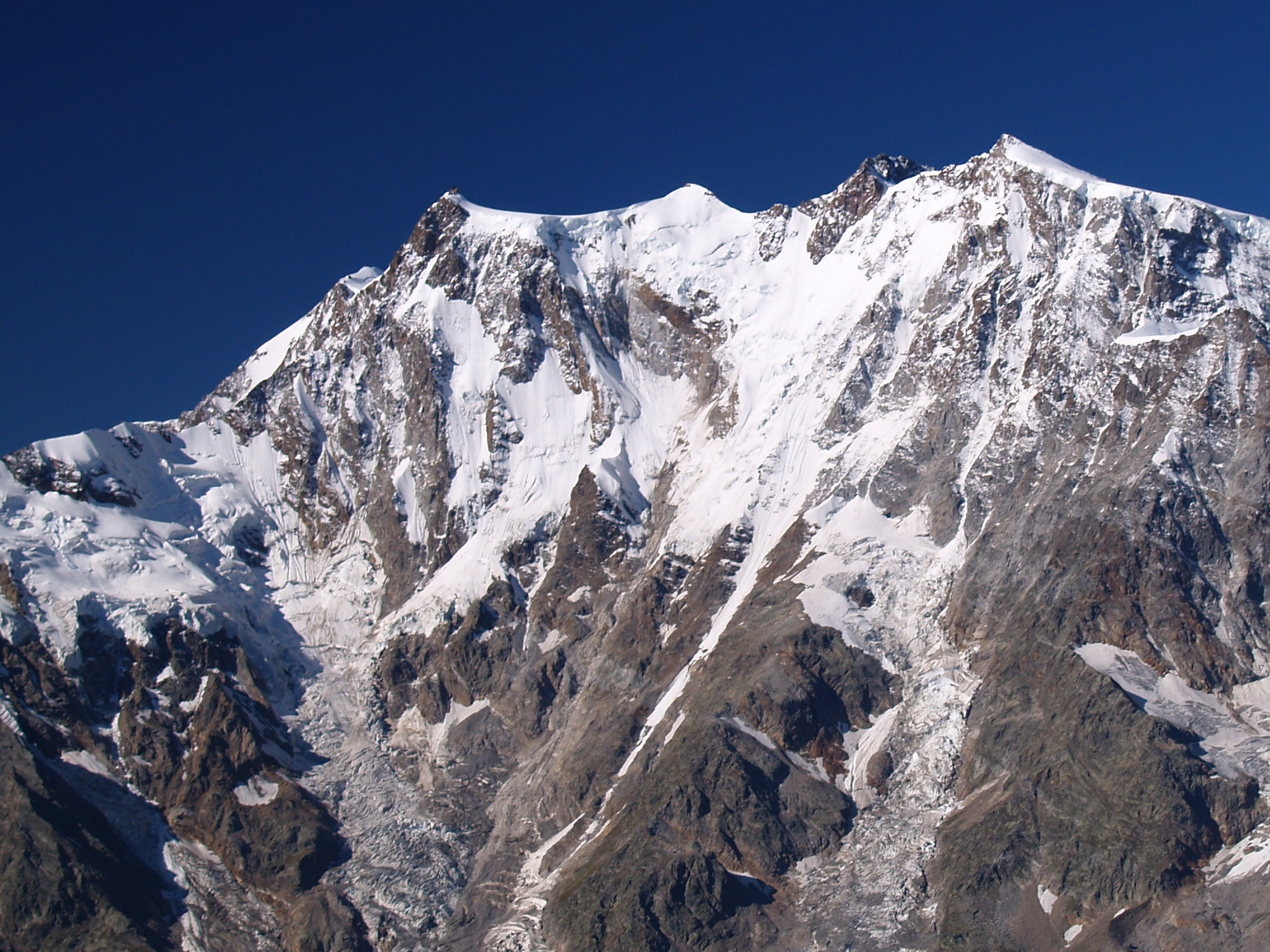
Monte Rosa északi oldala

## Elhelyezkedése
A Dufourspitze (4638 méter) lábánál helyezkedik el (Európa második legmagasabb csúcsa), ami a Monte Rosa-masszívum tagja. A hegyet körülvevő 7 völgy közül a Anzasca-völgyben található meg Macugnaga. Innen láthatóak toronymagasan kiemelkedő csúcsok, mint például a Gnifetti-cs. 4,559 m, Zumstein-cs. 4563 m, Dufour-cs 4638 m, Nordend-cs. 4612 m, és a Jagerhorn-cs. 3970 m. A falu legismertebb tulajdonsága, hogy felé néz a Monte Rosa-masszívum keleti oldala, ami az Alpok legmagasabb hegyoldala. 2600 m-es magasságával és 4 km-es szélességével a hegymászás történelmének egyik ikonikus eleme, "Az Alpok Himalájai arcának" is szokták nevezni.

## Látnivalók
Ha Macugnagában jársz, elkerülhetetlen, hogy megcsodáld a hatalmas Monte Rosa-t, hiszen a falu minden pontjáról látszódik a hegyóriás.
Akik szeretnek túrázni, imádni fogják ezt a helyet, hiszen gleccsertavak százai vannak a környéken, amikhez gyönyörű erdei utakon lehet eljutni csupán pár száz méter szintemelkedéssel. Az egyik legismertebb itteni gleccsertó a Lago delle Loce (2254 m), aminek jéghideg vizében tükröződik a Dufourspitze.
Akik nem szeretnének megizzadni, azok nyugodtan használhatják a Monte-Moro felvonót, ami felvisz 2796 méter magasra. A kalandvágyók akár ott tölthetik az éjszakát is a hegy tetején, hiszen a Rifugio Oberto-Maroli minden utazónak szállást nyújt.
Ha pedig nem akarod megszelídíteni a hegyeket, akkor egy egyszerű séta a falu körül is hatalmas élmény lehet, hiszen alpesi kecskék és hódok sétálgatnak vadon Macugnaga területén, mindenképpen felejthetetlen élmény egy ilyen állattal találkozni a szabadban.